# Riverview (Carolina del Sud)
Riverview és una concentració de població designada pel cens dels Estats Units a l'estat de Carolina del Sud. Segons el cens del 2000 tenia 708 habitants.

## Demografia
Segons el cens del 2000, Riverview tenia 708 habitants, 277 habitatges i 193 famílies. La densitat de població era de 119,4 habitants/km².
Dels 277 habitatges en un 31% hi vivien nens de menys de 18 anys, en un 56,7% hi vivien parelles casades, en un 9,4% dones solteres, i en un 30% no eren unitats familiars. En el 25,3% dels habitatges hi vivien persones soles el 10,5% de les quals corresponia a persones de 65 anys o més que vivien soles. El nombre mitjà de persones vivint en cada habitatge era de 2,56 i el nombre mitjà de persones que vivien en cada família era de 3,09.
Per edats la població es repartia de la següent manera: un 24,6% tenia menys de 18 anys, un 7,1% entre 18 i 24, un 31,2% entre 25 i 44, un 26,4% de 45 a 60 i un 10,7% 65 anys o més.
L'edat mediana era de 36 anys. Per cada 100 dones de 18 o més anys hi havia 96,3 homes.
La renda mediana per habitatge era de 41.136 $ i la renda mediana per família de 51.806 $. Els homes tenien una renda mediana de 38.906 $ mentre que les dones 22.109 $. La renda per capita de la població era de 17.930 $. Cap de les famílies i el 0,5% de la població estaven per davall del llindar de pobresa.

## Poblacions més properes
El següent diagrama mostra les poblacions més properes.